# Kirche Wodarg

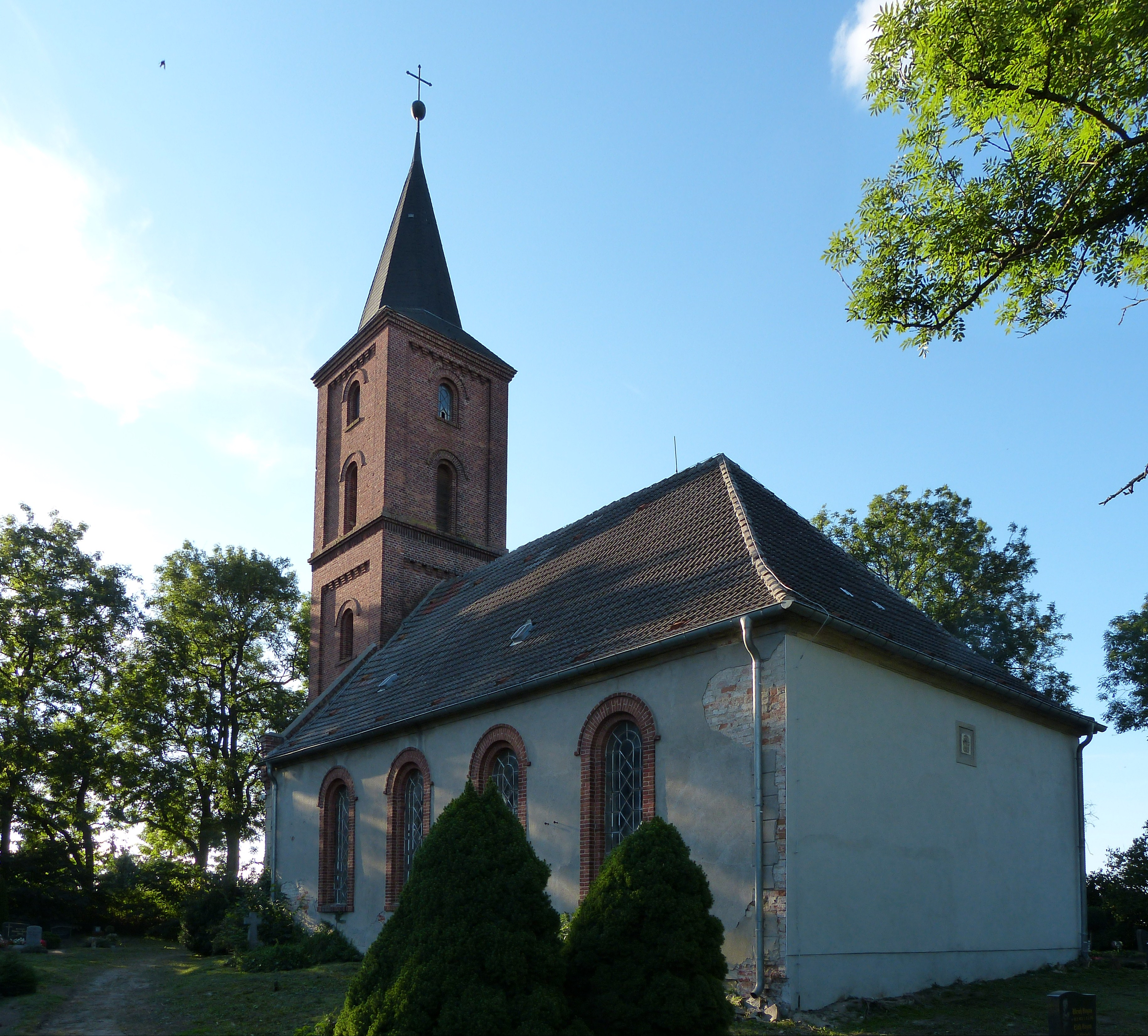
Kirche Wodarg

Die Kirche Wodarg ist ein Kirchengebäude im Ortsteil Wodarg der Gemeinde Werder im Landkreis Mecklenburgische Seenplatte. Sie war früher Filialkirche der Kirche in Werder und gehört heute zur Kirchengemeinde Siedenbollentin in der Propstei Demmin des Pommerschen Evangelischen Kirchenkreises.
Die Kirche ist ein rechteckiger verputzter Backsteinbau mit einzelnen Feldsteinen. Der rechteckige vorgesetzte Westturm ist ganz in Backstein ausgeführt. Die mit Backstein eingefassten Rundbogenfenster haben Bleiverglasungen. Die Kirche wurde in der zweiten Hälfte des 19. Jahrhunderts im neuromanischen Stil weitgehend neu errichtet. An Stellen, an denen sich der Putz abgelöst hat, sind noch Reste der Bögen früherer Wandöffnungen zu erkennen. Am Ostgiebel befindet sich ein Wappenrelief der Familie von Walsleben, die bis 1762 das Gut Wodarg besaßen.
Kanzel und Altaraufsatz mit Schranken stammen aus der Mitte des 18. Jahrhunderts.
Die Glocke wurde 1801 bei Gottlieb Becker in Stettin gegossen.